# Jean Nicolas Demarquay

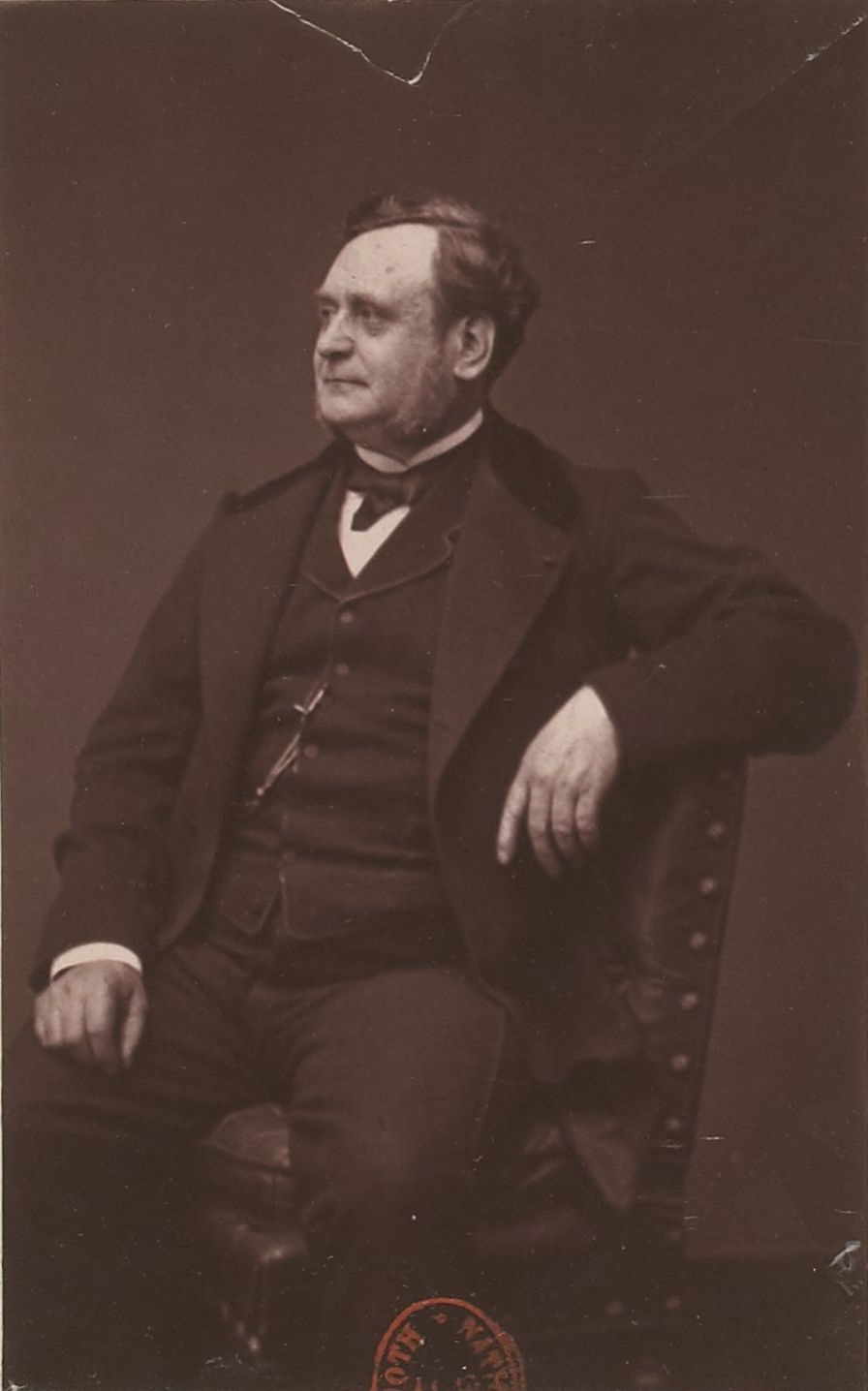
Jean-Nicolas Demarquay

Jean Nicolas Demarquay (* 4. Dezember 1814 in Longueval (Picardie); † 21. Juni 1875 ebenda) war ein französischer Chirurg und Autor umfangreicher wissenschaftlicher Berichte zu Untersuchungen seines Fachgebiets.
Er wies als erster Fadenwürmer 1863 im Blut und 1866 im Urin von Patienten nach. Er war ein Freund und Forscherkollege vom etwa gleich alten Zoologen Auguste Duméril, mit dem er zusammen eine Arbeit über experimentelle Untersuchungen über Änderungen des Temperaturhaushalts von Tieren durch Einführung verschiedener Therapeutika veröffentlichte. Über dieses Thema hatte er 1847 auch seine Doktorarbeit verfasst. Anschließend war er Chefarzt der Krankenanstalt Dubois, heute Hôpital Fernand-Widal. Er interessierte sich für Hypnose und veröffentlichte ausführlich über verschiedene operative Verfahren. 1866 hat er eine Arbeit über die Sauerstofftherapie dargelegt.

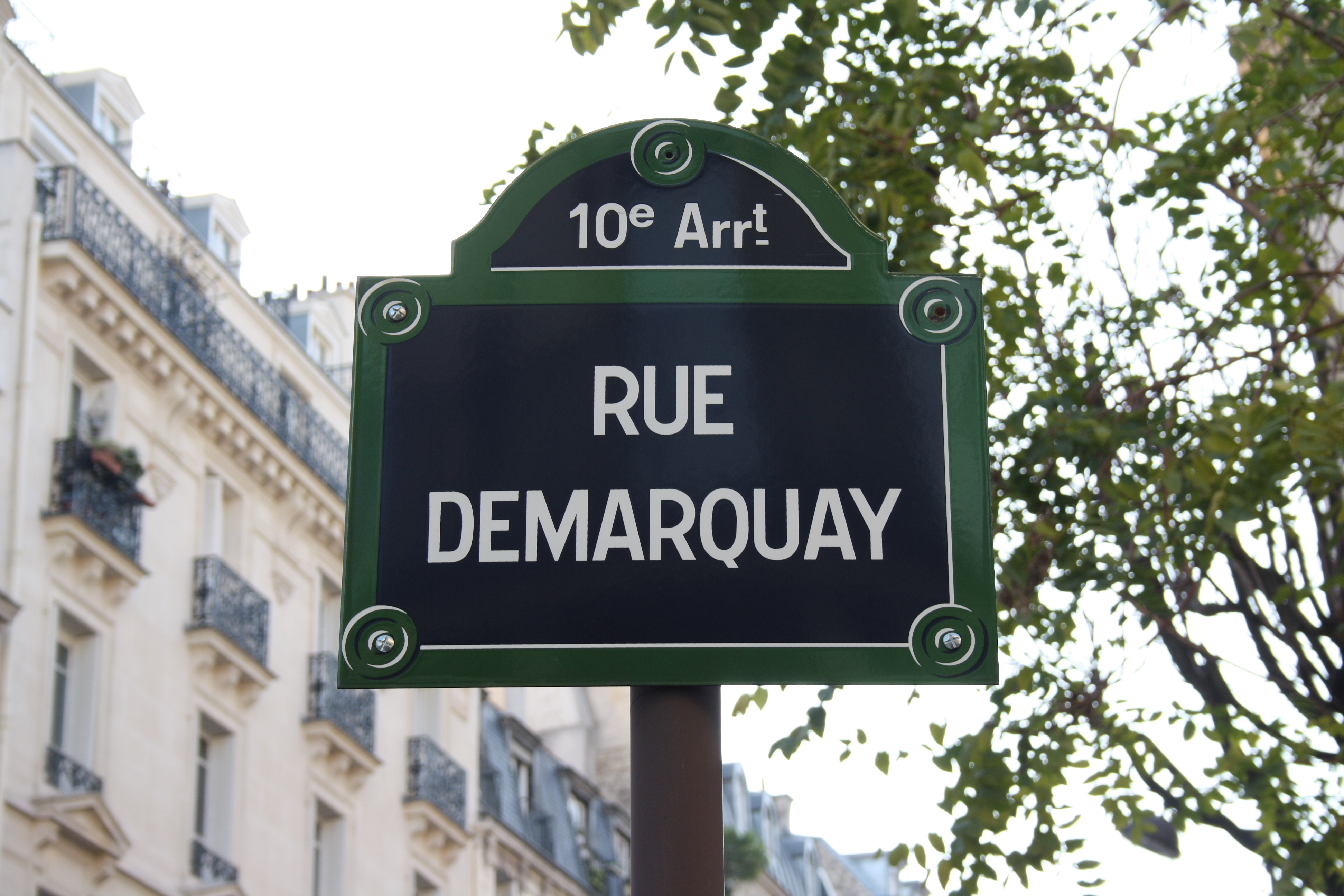
Straßenschild an der Ecke zur Rue de l'Aqueduc

Mit seiner Heimat in Nordfrankreich war Demarquay sein Leben lang eng verbunden; er vererbte dem Musée de Picardie seine umfangreiche wissenschaftliche Zeichnungssammlung.
Nach ihm wurde im 10. Arrondissement von Paris 1882, also sieben Jahre nach seinem Tod, eine Straße, die Rue Demarquay, benannt.

## Werke (Auswahl)
- Mémoire sur la loi de formation des abcès locaux primitifs extérieurs à l'os, Verlag Rignoux, Paris  1846
- Observations et considérations sur les tumeurs parotidiennes et sur leur ablation, Verlag: F. Malteste et Cie, Paris 1857
- Recherches sur l'hypnotisme ou sommeil nerveux, comprenant une série d'expérimences instituées à la maison municipale de sante, J. B. Bailliére, Paris 1860
- Des lésions du pénis, Pierre Asselin et Au Bureau du Moniteur des Sciences, Paris 1861
- Mémoire sur la pénétration des liquides pulvérisés dans les voies respiratoires, Gazette médicale, Paris, Vol. 1, Pierre Asselin, Paris 1862
- Note sur une tumeur des bourses contenant un liquide laiteux (galactocèle de Vidal) et renfermant de petits êtres vermiformes que l'on peut considérer comme les helminthes hématoïdes à l'état d'embryon, Gazette médicale, Paris, Vol. 18, S. 665–7, 1863
- De la Glycérine des ses applications à la chirurgie et à la médecine, Pierre Asselin, Paris 1867